# Tiro con l'arco ai XVII Giochi panamericani
Il tiro con l'arco ai XVII Giochi panamericani si  è svolto al Varsity Stadium di Toronto, in Canada, dal 14 al 18 luglio 2015. 

## Calendario
Tutti gli orari secondo il Central Standard Time (UTC-5).
| Data          | Inizio | Evento             | Fase                     |
| ------------- | ------ | ------------------ | ------------------------ |
| Mar 14 luglio | 10:00  | Individuale donne  | Qualifiche               |
| Mar 14 luglio | 10:00  | Individuale uomini | Qualifiche               |
| Mar 14 luglio | 10:00  | Squadre donne      | Qualifiche               |
| Mar 14 luglio | 10:00  | Squadre uomini     | Qualifiche               |
| Mer 15 luglio | 10:00  | Individuale donne  | Sedicesimi/ottavi/quarti |
| Gio 16 luglio | 10:00  | Individuale uomini | Sedicesimi/ottavi/quarti |
| Ven 17 luglio | 10:00  | Squadre donne      | Eliminatorie/Finali      |
| Ven 17 luglio | 10:00  | Squadre uomini     | Eliminatorie/Finali      |
| Sab 18 luglio | 10:00  | Individuale donne  | Semifinali/Finali        |
| Sab 18 luglio | 10:35  | Individuale uomini | Semifinali/Finali        |

## Risultati
| Evento                           | Oro                                                       | Argento                                                  | Bronzo                                                          |
| Individuale maschile (dettagli)  | Luis Alvarez                                              | Brady Ellison                                            | Jay Lyon                                                        |
| Individuale femminile (dettagli) | Khatuna Lorig                                             | Ana María Rendón                                         | Karla Hinojosa                                                  |
| Squadre maschile (dettagli)      | Messico Luis Alvarez Ernesto Boardman Juan René Serrano   | Stati Uniti Zach Garrett Collin Klimitchek Brady Ellison | Brasile Marcus Dalmeida Daniel Rezende Xavier Bernardo Oliveira |
| Squadre femminile (dettagli)     | Colombia Natalia Sánchez Ana María Rendón Maira Sepúlveda | Messico Alejandra Valencia Aída Román Karla Hinojosa     | Stati Uniti Khatuna Lorig Ariel Gibilaro La Nola Pritchard      |

## Medagliere
| Posiz. | Nazione     | Oro | Argento | Bronzo | Totale |
| ------ | ----------- | --- | ------- | ------ | ------ |
| 1      | Messico     | 2   | 1       | 1      | 4      |
| 2      | Stati Uniti | 1   | 2       | 1      | 4      |
| 3      | Colombia    | 1   | 1       | -      | 2      |
| 4      | Brasile     | -   | -       | 1      | 1      |
|        | Canada      | -   | -       | 1      | 1      |
| TOTALE | TOTALE      | 4   | 4       | 4      | 12     |